# Петерсен, Вильгельм (композитор)
Вильгельм Петерсен (нем. Wilhelm Petersen; 15 марта 1890, Афины — 18 декабря 1957, Дармштадт) — немецкий композитор.

## Биография
Родился в семье Вальдемара Петерсена (1850—1940), служившего духовником греческого короля Георга. Уже в следующем году семья Петерсенов вернулась на родину отца в Дармштадт, где Вильгельм окончил гимназию. В 1908—1911 гг. он учился в Мюнхенской академии музыки у Рудольфа Луиса и Фридриха Клозе (композиция), а также у Феликса Мотля (дирижирование), одновременно примыкая к литературно-философскому кружку Стефана Георге. В 1911 г. женился на писательнице Адельгейд фон Зибель, вместе с которой в последующие годы сблизился с антропософским движением. В 1916—1918 гг. находился на военной службе.
Заметным успехом для Петерсена стала премьера его Первой симфонии в 1921 году в Нюрнберге, однако закрепить этот успех ему не удалось. Несмотря на то, что произведения Петерсена исполняли такие дирижёры, как Карл Бём и Карл Фридерих, о них одобрительно высказывался Бруно Вальтер, а в 1926 году Петерсен был удостоен Премии Георга Бюхнера, в финансовом отношении композиторская карьера не обеспечивала Петерсена, и он жил в Дармштадте, завися от своего старшего брата, электрохимика и предпринимателя Вальдемара Петерсена. С 1927 г. Петерсен преподавал в Дармштадтской академии музыки, с 1935 г. был профессором Мангеймской высшей школы музыки. Несмотря на то, что братья Петерсена Вальдемар и Ханс сделали успешную карьеру в нацистской Германии, репутация Петерсена у официальной нацистской музыкальной критики была неоднозначной: так, его единственная опера «Золотой горшок» (нем. Der Goldne Topf, по одноимённой повести Э. Т. А. Гофмана) прошла в 1941 году с успехом, но исполнение важнейшего сочинения Петерсена, Большой мессы, было незадолго до этого запрещено в Мангейме, а 4-я симфония ждала премьеры 10 лет.
В послевоенные годы Петерсен продолжал преподавать в Дармштадте и Мангейме, почти ничего не сочиняя.